# Іванов Олег Борисович
Олег Борисович Іванов (27 грудня 1947 року, Барнаул) — радянський і російський пісняр-композитор. Народний артист РФ (2006).

## Коротка біографія
Народився 27 грудня 1947 року в Барнаулі. Після школи поступив в Алтайський медичний інститут, де вже на першому курсі проявив задатки композиторства — брав участь у самодіяльності і КВК, співав і писав пісні. По закінченню інституту, незважаючи на те, що ректор пророкував йому велику медичну кар'єру, Олег вирішив повністю присвятити себе музиці і вступив в Новосибірську консерваторію по класу композиції, яку закінчив у 1976 році. З тих пір активно складав пісні, співпрацював з багатьма музичними колективами та естрадними артистами. З 1978 року — член СК СРСР. З 1994 року — член Міжнародного союзу естрадних діячів.
На початку 90-х Олег Іванов з поетом Левом Ошаніним провели більше двадцяти спільних авторських концертів для білоруських областей, постраждалих у результаті аварії в Чорнобилі.
В даний час продовжує займатись творчістю і громадською діяльністю, багато гастролює. Олег Іванов є: членом опікунської ради акції «Пам'ятати, щоб життя тривало»; головою оргкомітету фестивалю «Ми єдині, ми — Росія»; член авторського ради Російського Авторського Товариства та ін. організацій.
Починаючи з 1991 року в державному концертному залі «Росія» пройшли 6 авторських концертних програм композитора (зі зйомками центрального телебачення), а в 2008 р. в Державному Кремлівському палаці пройшов його ювілейний вечір.
22 березня 2018 року на сцені Кремлівського палацу відбувся Ювілейний творчий вечір, присвячений 70-річчю Олега Іванова.
Дванадцятиразовий лауреат конкурсу «Пісня року».
Олег Борисович Іванов - голова пісенної комісії Союзу московських композиторів.

## Нагороди та премії
- премія Ленінського комсомолу (1982) — за пісні про молодь і комсомолі
- заслужений діяч мистецтв РФ (1996)
- народний артист РФ (2006)

## Творчість
Першим хітом Іванова стала пісня «Товариш» (1970 рік). За ним тут же послідували інші: «Горлиця» (1970; вірші — С. Кірсанов), «На чому стоїть любов» (1970; О. Гаджикасимов; запис 1969 р.), «Тобі, я знаю, все одно» (О. Гаджикасимов; по одним джерелам — 1971, по іншим — 1968 р.).
Безумовно найкращим твором можна назвати пісню «Дівчина з Полісся» («Олеся»). Вперше прозвучала в передачі «Ширше коло» (1978 рік), а пізніше в передачу «Пісня року» (1981 рік), аранж. Ст. Бадьярова. Пісня відразу стала шлягером і практично ні один виступ ансамблю «Сябри» не обходиться без її виконання.[джерело?]
Більше десятка пісень було написано О. Івановим для актриси Анастасії Минцковської; серед них такі відомі пісні як «Акторська доля», «Золота Москва», «Королева золотого піску», «Мамин хрестик», «Світло пречистий»...
Олег Борисович Іванов і сам прекрасно співає, часто виступаючи сьогодні в Москві і Підмосков'ї, по всій Росії і Білорусі.